# Turbonilla brasiliensis
Turbonilla brasiliensis is een slakkensoort uit de familie van de Pyramidellidae. De wetenschappelijke naam van de soort is voor het eerst geldig gepubliceerd in 1902 door Clessin.